# Liu Chengyou
Liu Chengyou 刘成友 (cinese) (Xiongxian, ... – ...; fl. XIX secolo) è stato un insegnante cinese.
Importante esponente dello stile Yingzhaoquan. Nipote di Liu Shijun.
Studiò anche con Liu Dekuan, Yang Yishang e Pong Xianzhou.
Originario del villaggio Guzhuang nel distretto di Xiongxian nella provincia di Hebei.
Tra i suoi allievi spiccarono Li Qiwen (劉啟文, suo figlio), Chen Zizheng (陳子正, suo nipote) e Zhang Zhanwen.